# Giuseppe Porzio
Giuseppe "Pino" Porzio, född 26 februari 1967 i Neapel, är en italiensk vattenpolospelare och -tränare. Han representerade Italien vid olympiska sommarspelen 1992. Han är bror till Francesco Porzio.
Giuseppe Porzio gjorde tre mål i OS-turneringen 1992 som Italien vann. Han tog dessutom EM-guld 1993 i Sheffield och VM-guld 1994 i Rom.
CN Posillipo vann italienska mästerskapet år 2004 med Porzio som tränare. Därefter fortsatte han sin segerrika tränarkarriär i Pro Recco.